# Арись-поле
Арись-поле — один з найдавніших образів слов'янської міфології. Казковий сюжет про матір-рись був навіть більш поширений, ніж мотив утоплення красуні і перетворення її на рибу або русалку.
Рись — взагалі таємнича тварина. Причому це не обов'язково реальна істота. Наприклад, риссю стає вовчиця, яка принесе потомство п'ять разів. Тобто мати вовчиця набуває якісь особливі, може бути, навіть чарівні риси.
Деякі міфи і казки малюють рись настільки хороброю, що вона одна насмілюється нападати на ведмедя, який тільки що встав з барлогу. При цьому міфи звеличують її дбайливість про своїх дитинчат. Так, один з найдавніших способів заспокоїти дитину, що плаче вночі, такий: її треба обнести навколо вогнища і на питання того, хто йде слідом: «Що несеш?» — Відповісти: «Рись, вовка і сплячого зайця!»

## Ресурси Інтернету
- Арись-поле [Архівовано 18 січня 2013 у Wayback Machine.]
- Арись-Поле — найдревніший образ слов'янської міфології, СЛОВ'ЯНСЬКА МІФОЛОГІЯ. web.archive.org. 3 квітня 2018. Процитовано 27 лютого 2021.